# Crash Tag Team Racing
Crash Tag Team Racing es un videojuego de carreras de karts de 2005 desarrollado por Radical Entertainment y publicado por Vivendi Universal Games (VU Games) para PlayStation 2 (PS2), Xbox, GameCube y PlayStation Portable (PSP). Una versión para Nintendo DS de Sensory Sweep Studios fue cancelada cerca de su finalización. Es el tercer juego de carreras de la serie de videojuegos Crash Bandicoot, tras Crash Nitro Kart. La historia del juego se desarrolla en un parque temático basado en las carreras, en el que Crash Bandicoot debe recuperar las gemas de poder que le faltan para reclamar la propiedad del parque.
Crash Tag Team Racing fue el primer título de Crash Bandicoot desarrollado por Radical Entertainment, que fue adquirida por VU Games durante el desarrollo del juego; Radical desarrollaría posteriormente Crash of the Titans y Crash: Mind over Mutant. El juego recibió críticas dispares tras su lanzamiento. Los elogios fueron para su mecánica de choque, su enfoque de mezcla de géneros, sus efectos visuales, su doblaje y su humor, mientras que las críticas se centraron en su falta de profundidad, su baja dificultad, la ejecución de sus elementos de plataformas y los problemas técnicos de la versión para PSP. Los personajes del juego aparecieron posteriormente en Crash Team Racing Nitro-Fueled en 2019.

## Sistema de juego
Crash Tag Team Racing es un videojuego de carreras de karts con elementos de plataformas. Ambientado en un parque temático propiedad del cyborg Ebenezer Von Clutch, el juego sigue a Crash Bandicoot y sus amigos mientras compiten en carreras y exploran el parque para recuperar una Gema de Poder de cada una de las cinco áreas temáticas del parque.
Las carreras incluyen elementos habituales de los karts, como derrapar para hacer giros cerrados y recoger potenciadores de los iconos de la pista para usarlos contra otros corredores. Cada coche está equipado con cohetes de refuerzo que pueden proporcionar una potente ráfaga de velocidad cuando se llenan. El jugador gana potencia al derrapar, destruir otros coches con armas, acumular varios derribos y disparar a objetivos en pista. Durante una carrera, los jugadores pueden «chocar» su vehículo con el de un oponente pulsando un botón, formando un vehículo fusionado con una torreta. Los jugadores pueden elegir conducir o controlar la torreta, que dispara armas específicas de cada personaje (como la pistola Wumpa de Crash y las bombas radioactivas de Von Clutch).</ref> Chocar proporciona potenciadores más fuertes (como pianos de cola y tiburones teledirigidos) y aumenta la potencia, pero reduce la velocidad. Desengancharse de un enfrentamiento otorga un aumento temporal de la velocidad.
En la campaña para un jugador del juego, el jugador controla a Crash a pie en un centro del parque temático, desde el que puede acceder a las cinco zonas. Cada zona incluye puertas que dan acceso a pistas de carreras, arenas de batalla, pistas de acrobacias y minijuegos de conducción. El jugador gana monedas y Power Crystals jugando a los minijuegos, que incluyen Fast Lap (conducir para conseguir el mejor tiempo por vuelta), Crashinator (chocar contra tantos obstáculos como sea posible), Run and Gun (disparar a objetos situados junto a la pista) y Rolling Thunder (disparar a coches en movimiento). Las monedas se pueden canjear por recompensas, como ropa nueva para los personajes, mientras que los cristales de poder son necesarios para desbloquear la ubicación de la gema de poder de una zona, que a su vez desbloquea la siguiente zona del parque.También se pueden recoger monedas rompiendo las cajas esparcidas por la zona, y beber Wumpa Whip otorga al jugador un multiplicador de monedas temporal que permite ganar dinero extra de monedas y cajas. El jugador puede completar misiones secundarias de los PNJ para desbloquear coches, mejoras de armas, ropa o jugar a minijuegos. Aparte de los objetos coleccionables mencionados, el jugador puede recoger «Die-O-Ramas», pequeñas escenas que representan la muerte de Crash ante los peligros del parque. Se pueden coleccionar un total de 34 Die-O-Ramas, que se pueden ver desde el menú principal en cualquier momento. Las zonas del parque están habitadas por pingüinos ninja que intentan robar las monedas de Crash.
Crash Tag Team Racing admite multijugador local a pantalla partida o a través de una red de área local. La versión para PSP permite jugar sin cables hasta a ocho jugadores. Los modos multijugador incluyen carreras estándar, arenas para el combate del último hombre, series de carreras Grand Prix y pistas de acrobacias en las que los jugadores consiguen puntos mediante trucos. La versión PS2 puede conectarse con la versión PSP mediante un cable Mini-USB, que desbloquea dos nuevos escenarios de batalla y cinco coches exclusivos de la versión PSP.

## Trama
Von Clutch's MotorWorld, un peligroso parque temático de carreras de coches propiedad del ciborg Ebenezer Von Clutch, se enfrenta al cierre debido al robo de sus Gemas de Poder, incluida la Gema de Poder Corazón Negro que mantiene activo a Von Clutch. Para recuperarlas, Von Clutch anuncia una carrera a través de los cinco terrenos del parque, en la que el ganador obtendrá la propiedad del parque. En medio de una caótica persecución en coche, aparecen en el parque los Bandicoots Crash, Coco y Crunch, junto con sus enemigos el Doctor Neo Cortex, su sobrina Nina y el Doctor N. Gin. Ambos equipos son convocados a la oficina de Von Clutch, donde les suplica ayuda para recuperar las Gemas robadas. Cortex se muestra inicialmente despectivo, pero ve una oportunidad de apoderarse del parque como nueva base maligna y acepta correr, conspirando para sabotear a los Bandicoots. Pasadena O'Possum, un leal corredor de Von Clutch, jura superar a Cortex, mientras que Willie Wumpa Cheeks, la peculiar mascota del parque y productor de la bebida Wumpa Whip, ofrece enigmas crípticos sobre la ubicación de las Gemas.
Mientras Crash recupera las Gemas de Poder, Cortex, frustrado por los problemas de su equipo, sospecha que alguien más está amañando la carrera, aunque continúa con sus propios planes para socavar a los Bandicoots. Coco y Pasadena descubren un patrón: el escondite de cada Gema está marcado por el Látigo Wumpa. Cuando Coco presenta su deducción, el acorralado Willie confiesa haber robado las Gemas, incluida la Gema de Poder Corazón Negro, con la intención de sabotear a Von Clutch y hacerse con el control. Huye con la Gema de Poder Corazón Negro, lo que provoca una persecución hasta Astrolandia, mientras Von Clutch finalmente se queda sin energía y se apaga. Crash frustra la huida de Willie abortando el lanzamiento de su cohete, pero antes de que Willie pueda entregar la Gema de Poder Corazón Negro, el equipo de Cortex ataca en una nave espacial, licuando a Willie y preparándose para eliminar a los Bandicoots. Crash lanza un pollo al rotor de la nave, provocando su mal funcionamiento, y Cortex jura venganza mientras se retira. Los Bandicoots reciben la escritura del parque, pero optan por devolvérsela a Von Clutch, aunque debido a la pérdida de la Gema de Poder Corazón Negro, Pasadena lamenta que Von Clutch permanezca desactivado. Crash encuentra accidentalmente la Gema de Poder Corazón Negro en la nariz de la boquilla de Willie mientras bebía de ella. Revive a Von Clutch, que concede a los Bandicoots pases gratuitos de por vida al parque en agradecimiento.

## Desarrollo y lanzamiento
Crash Tag Team Racing fue desarrollado por Radical Entertainment en el momento de su adquisición por Vivendi Universal Games (VU Games) el 23 de marzo de 2005. VU Games anunció el desarrollo del juego el 7 de abril, con lanzamientos previstos en otoño para PlayStation 2, Xbox y GameCube por Radical Entertainment, y para Nintendo DS por Sensory Sweep Studios. La versión para PlayStation Portable se anunció el 19 de julio.
El juego fue producido por Joel DeYoung, Tim Bennison y Vlad Ceraldi. Cary Brisebois, de Radical Entertainment, y Kathy Carte-Humphreys, de VU Games, fueron los respectivos directores técnico y creativo del juego. Darren Woo fue el director artístico y Željko Duvnjak el artista conceptual. El juego fue diseñado por Joe McGinn. Chris Mitchell fue el guionista del juego, y Jordan Reichek, guionista de Crash Twinsanity, actuó como asesor creativo. Los entornos del juego fueron construidos por Sarah Meagher y Vincent Chin, mientras que los vehículos fueron construidos por Kevin Fink.
La banda sonora fue compuesta por Marc Baril y Spiralmouth (estos últimos retomando su papel musical de Crash Twinsanity), con Michael Neilson como músico adicional; Gabriel Mann de Spiralmouth actuó también como productor de la banda sonora. La banda sonora, compuesta por quince canciones, se publicó el 6 de marzo de 2007. Los actores de doblaje del juego fueron elegidos y dirigidos por Chris Borders en Technicolor Interactive Services. Lex Lang y Debi Derryberry retomaron sus respectivos papeles de Dr. Cortex y Coco, mientras que los de Crash, Crunch, N. Gin y Nina fueron heredados por Jess Harnell, Chris Williams, Nolan North y Amy Gross. Los nuevos personajes Von Clutch, Pasadena y Willie fueron doblados respectivamente por Danny Mann, Shanelle Workman y Roger L. Jackson. Los vídeos en movimiento fueron creados por Red Eye Studios, que ya había animado las escenas de Crash Nitro Kart y Crash Twinsanity.
VU Games presentó el juego en el E3 2005 y en la Convención de Juegos de Leipzig de 2005. La versión para Nintendo DS se canceló a punto de terminarse por miedo a competir con el próximo Mario Kart DS. La versión para consola salió a la venta en Norteamérica el 21 de octubre de 2005, en Australia el 3 de noviembre, y en Europa el 4 de noviembre. La versión para PSP salió a la venta en Norteamérica el 9 de noviembre, en Europa el 25 de noviembre, y en Australia el 9 de diciembre. En 2007, la versión para PlayStation 2 de Crash Tag Team Racing se reeditó en el recopilatorio de tres discos Crash Bandicoot Action Pack junto a Crash Nitro Kart y Crash Twinsanity.

## Recepción
Crash Tag Team Racing recibió críticas «mixtas o mediocres» en todas las plataformas, según el agregador de reseñas Metacritic. Los críticos consideraron que el juego era más adecuado para jugadores jóvenes, citando su fácil jugabilidad, su colorida presentación y la ausencia de violencia gráfica. Sin embargo, se decía que su falta de profundidad y su corta campaña para un solo jugador limitaban la rejugabilidad para los jugadores más veteranos o experimentados, por lo que los críticos recomendaban alquilarlo en lugar de comprarlo. Kathleen Sanders de Electronic Gaming Monthly y Karl Castaneda de Nintendo World Report argumentaron que incluso los jugadores más jóvenes podrían encontrarlo deficiente en comparación con alternativas como Mario Kart: Double Dash!! o Burnout Revenge.
La característica de choque fue ampliamente elogiada por su innovación y diversión. Michael Knutson de GameZone; Charles Onyett de IGN y Ellie Gibson de Eurogamer destacaron su singularidad, mientras que Steve Thomason de Nintendo Power señaló que añadía una capa estratégica y diferenciaba el juego de Mario Kart: Double Dash!!. Knutson y Justin Speer de X-Play disfrutaron especialmente de la selección de armas específicas para cada personaje. Sin embargo, se decía que el modo «clash» simplificaba demasiado las carreras, restando importancia a habilidades tradicionales como los derrapes o la navegación por la pista. Los críticos señalaban que permanecer en el modo «clash» hacía que las carreras fueran demasiado fáciles, especialmente en los niveles de dificultad más bajos, lo que reducía el desafío. Castaneda y Kristan Reed de Eurogamer criticaron la falta de profundidad, Onyett añadió que los enfrentamientos eclipsaron la dinámica de las carreras y hicieron que las pistas pasaran a un segundo plano. La falta de una curva de aprendizaje o la necesidad de conducir con habilidad decepcionó a Gibson y Reed, y este último lo comparó desfavorablemente con la profundidad de Mario Kart DS. Se decía que la campaña para un solo jugador era corta, con estimaciones que oscilaban entre las 5 y las 6 horas.
La integración de plataformas y carreras se consideró ambiciosa y aportó variedad, y Speer y Romendil de Jeuxvideo.com elogiaron la combinación perfecta y la exploración en el centro del parque de atracciones. Thomason, Alex Navarro de GameSpot?? y Luke Van Leuveren de PALGN consideraron que los segmentos de plataformas eran un descanso refrescante respecto a las carreras, yOnyett consideraba los aspectos de exploración y recolección como una entretenida distracción. Reed, Sanders y Héctor Guzmán de GameSpy argumentaron que la plataforma parecía forzada y mal ejecutada, con controles de cámara torpes y misiones repetitivas. Castaneda calificó la exploración del mundo exterior como «mal concebida», señalando que restaba importancia al enfoque de las carreras. Official Xbox Magazine percibió una falta de pulido en las plataformas en comparación con los títulos anteriores de Crash.
Las coloridas imágenes de estilo caricaturesco fueron muy bien recibidas por mantener la estética de Crash Bandicoot, con entornos detallados y animaciones fluidas durante las carreras. Van Leuveren y Matthew Fisher de TeamXbox describieron las pistas y los diseños de los personajes como vibrantes, aunque no revolucionarios. Onyett y Castaneda consideraron que los gráficos no eran nada destacables, se observaron caídas ocasionales en la velocidad de fotogramas, especialmente en las versiones para PSP y GameCube. La versión para PSP fue elogiada por Navarro y Van Leuveren por su gran similitud con los gráficos de la versión para PS2, pero fue criticada por su rendimiento irregular y su excesivo tiempo de carga. Gibson encontró que algunos ambientes estaban sombríamente iluminados.
Las reacciones al doblaje fueron en general positivas. Knutson consideró que el doblaje era sólido, mientras que Onyett encontró algunas de las voces de los personajes, en particular la de Pasadena O'Possum, molestas. Aunque Navarro consideró que algunas de las voces eran desagradables, tanto él como Castaneda elogiaron su calidad cómica, y Navarro destacó especialmente a los secuaces y a los comentaristas gallinas. Matthew Fisher de TeamXbox consideró que el doblaje era simplemente aceptable. Romendil destacó que el doblaje de la versión en francés realzaba el encanto del juego. La música y los efectos de sonido fueron en gran medida descartados por considerarse poco destacables, repetitivos y olvidables, con la excepción de Gibson, que los elogió.
El modo multijugador se consideraba poco desarrollado, y Knutson y Navarro señalaron su limitada profundidad. Speer destacó lo divertido que era enfrentarse y traicionar a los oponentes en el modo multijugador, pero le desconcertaba la imposibilidad de transferir los desbloqueos de la campaña para un solo jugador. La falta de juego en línea en todas las plataformas fue un inconveniente significativo. Van Leuveren citó el soporte de PSP para el modo multijugador inalámbrico como una ventaja sobre las versiones para consola.
El humor era uno de sus puntos fuertes, Thomason aprecia que no sea excesivo. Sin embargo, Sanders y Logan, de Jeuxvideo.com, consideraron que las funciones de eructos y pedos durante las pantallas de carga eran infantiles, y Logan lo consideró una falta de respeto al legado de Crash, que goza de un gran atractivo.

## Legado
Radical Entertainment desarrollaría dos entregas más de la serie Crash Bandicoot, lanzando Crash of the Titans en 2007 y Crash: Mind Over Mutant en 2008. Ebenezer Von Clutch, Pasadena O'Possum y los comentaristas Chick y Stew aparecieron como personajes jugables en la remasterización de Crash Team Racing de 2019, Crash Team Racing Nitro-Fueled.

### Manual
- «Crash Tag Team Racing instruction booklet» (en inglés). Vivendi Games. 2005.